# Franz Kneisel
Franz Kneisel (Bucarest, Romania, 26 de gener de 1865 - Nova York, Estats Units, 26 de març de 1926) fou un violinista romanès.
Estudià el violí en el Conservatori de Bucarest, on assolí el primer premi en acabar la carrera, ampliant després els coneixements musicals en el Conservatori de Viena sota la direcció de Grün i Joseph Hellmesberger, especialitzant-se en la música de cambra.
El 1882 fou nomenat primer violinista solista del Teatre Imperial, i el 1884 marxà a Berlín com a Koncertmeister de l'Orquestra Bilse. Durant la seva estança de divuit anys als Estats Units, a partir de 1884, fou primer solista de l'Orquestra Simfònica, de Boston, i per absència de Arthur Nikisch la va dirigir en els concerts celebrats en l'Exposició de Chicago.
El 1885 fundà el quartet de corda que portà el seu nom i que dirigí durant trenta anys. El 1906 fou nomenat professor de violí de l'Institut of Musical Art, de Nova York, on va tenir entre altres alumnes en Louis Coerne. Era doctor en Música per les Universitats de Yale i Princeton.